# Le Avventure di Pinocchio
Le Avventure di Pinocchio (bra: Pinóquio e Suas Aventuras; prt: As Aventuras de Pinóquio) é uma minissérie italiana de fantasia, aventura e drama, baseada no romance As Aventuras de Pinóquio de Carlo Collodi e realizada por Luigi Comencini.
A versão original tem 6 episódios, com duração total de 280 minutos, e foi originalmente transmitida entre 8 de abril e 6 de maio de 1972. No mesmo ano foi estreada uma versão cinematográfica reduzida com 135 minutos e mais tarde foi lançada uma versão extendida no mercado de home video com 320 minutos.

## Sinopse
Uma fada transforma num rapaz uma marioneta de madeira de um entalhador. Devido à sua curiosidade, o rapaz envolve-se em diversas aventuras, pelas quais é punido regularmente, acabando por ser transformado de novo num boneco de madeira antes de se juntar definitivamente ao seu pai.
Comencini transformou o conto de fadas de Collodi num discurso contra a educação repressiva, que corta as asas à vitalidade. Assim a "fada pedagógica" torna-se a "má da fita".

## Elenco
- Andrea Balestri — Pinóquio
- Nino Manfredi — Geppetto
- Gina Lollobrigida — fada com cabelo azul
- Vittorio De Sica — juiz
- Franco Franchi — gato
- Ciccio Ingrassia — raposa
- Lionel Stander — comedor de fogo
- Ugo D'Alessio — Mestre Cereja
- Domenico Santoro — Lucignolo (pavio)
- Enzo Cannavale — estalajadeiro
- Riccardo Billi — homenzinho de manteiga
- Mario Adorf — diretor do circo
- Mario Scaccia — primeiro médico
- Jacques Herlin — segundo médico
- Clara Colosimo — dona da loja